# Palau Malipiero Trevisan
El Palau Malipiero-Trevisan és un palau renaixentista de Venècia, Itàlia, situat al districte de Castello, al costat sud-est del camp de Santa Maria Formosa i separat d'aquest pel riu Santa Maria Formosa (l'entrada és a través d'un pont privat).

## Història
El palau va ser la residència de la família Malipiero, família noble veneciana registrada entre els patricis. fins a finals del segle XV, quan va passar, per matrimoni, a la família Trevisan. Potser en aquesta ocasió va ser reconstruïda en la seva forma actual; el projecte va ser atribuït durant molt de temps, sense proves certes, a Sante Lombardo, qui, segurament, només es va preocupar d'acabar-ne la decoració. El palau va ser mencionat per Sansovino.
Amb el pas del temps, el palau es va dividir en diverses propietats, on hi vivien les famílies Diedo, Bembo i Zen, a més dels mateixos Trevisans. L'edifici també va acollir la famosa impremta Fracasso. El palau encara està dividit en diversos apartaments.

## Arquitectura
La configuració de la façana simètrica, que encara conserva la teulada original de pedra d'Ístria, és típicament d'estil arquitectònic renaixentista venecià. L'edifici consta de tres plantes: una planta baixa i dues plantes nobles . La planta baixa té dos portals d'arc de mig punt sobre el riu; dos pisos nobles de la mateixa distribució estan decorats amb quadrifores al centre. Les quadrifores estan decorades amb parapets esculpits i flanquejades per parells de finestres monofàl·liques.
Per embellir i regular les parts de la façana, hi ha nínxols i discs de marbre, aquests últims que recorden l'estil gòtic-romà d'Orient típic del proper Palazzo Vitturi . A l'interior, al segon pis, hi ha frescos pintats al segle XVIII, encara en bon estat. En els darrers anys, el palau ha estat desfigurat per una addició asimètrica a la teulada que no s'hi adapta gens.

## Galeria

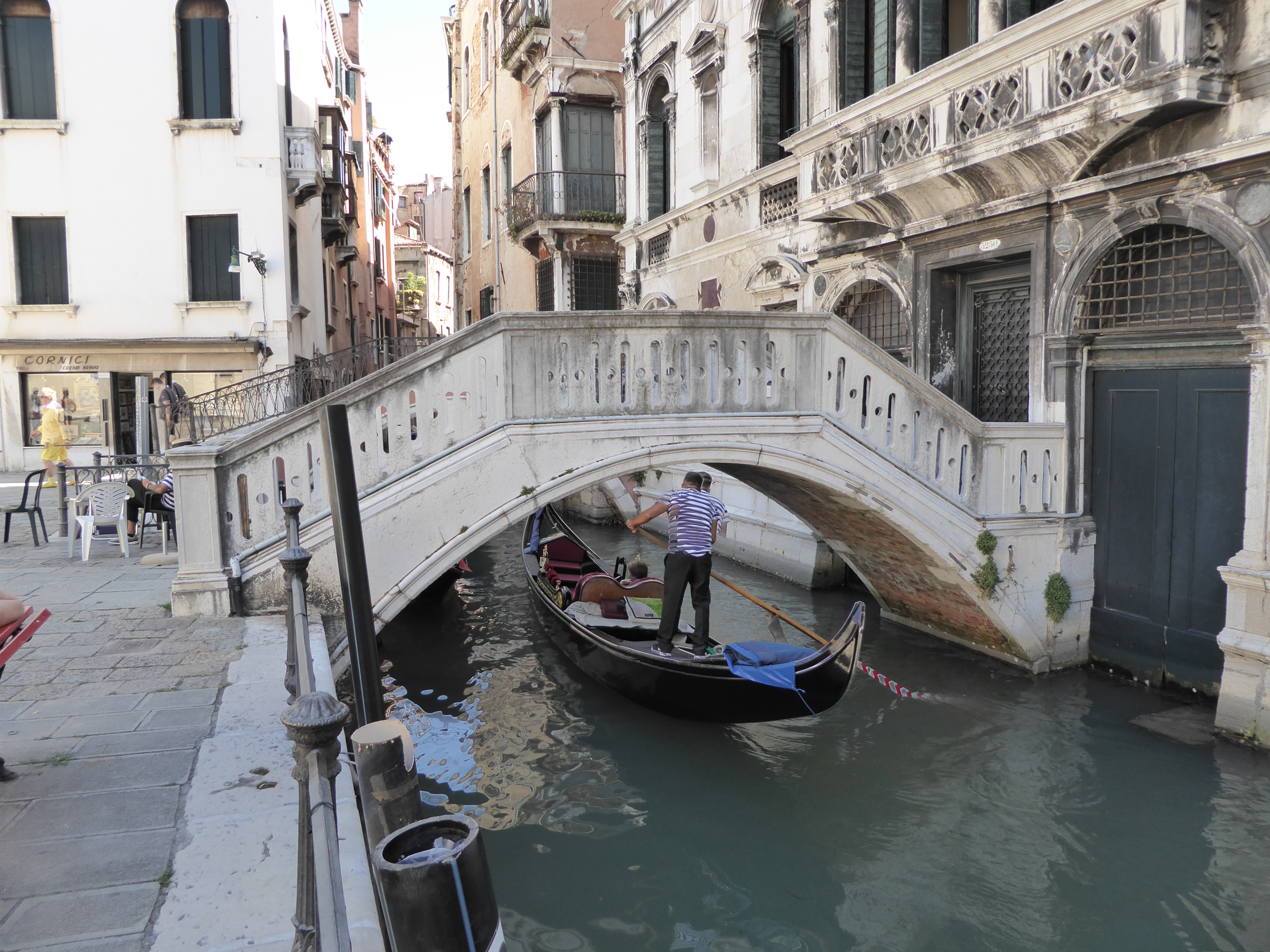
Pont privat al palau
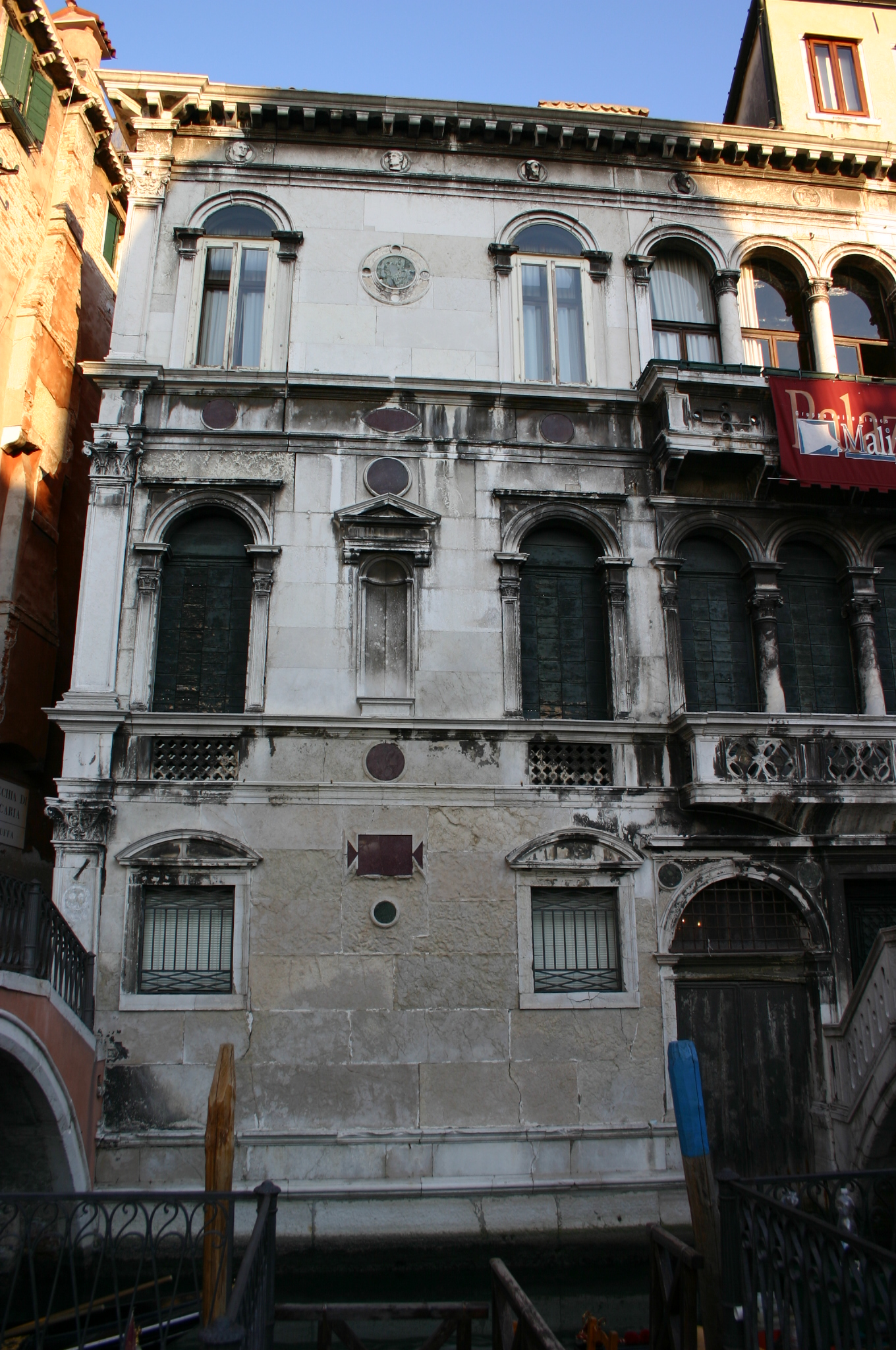
Detalls de la façana
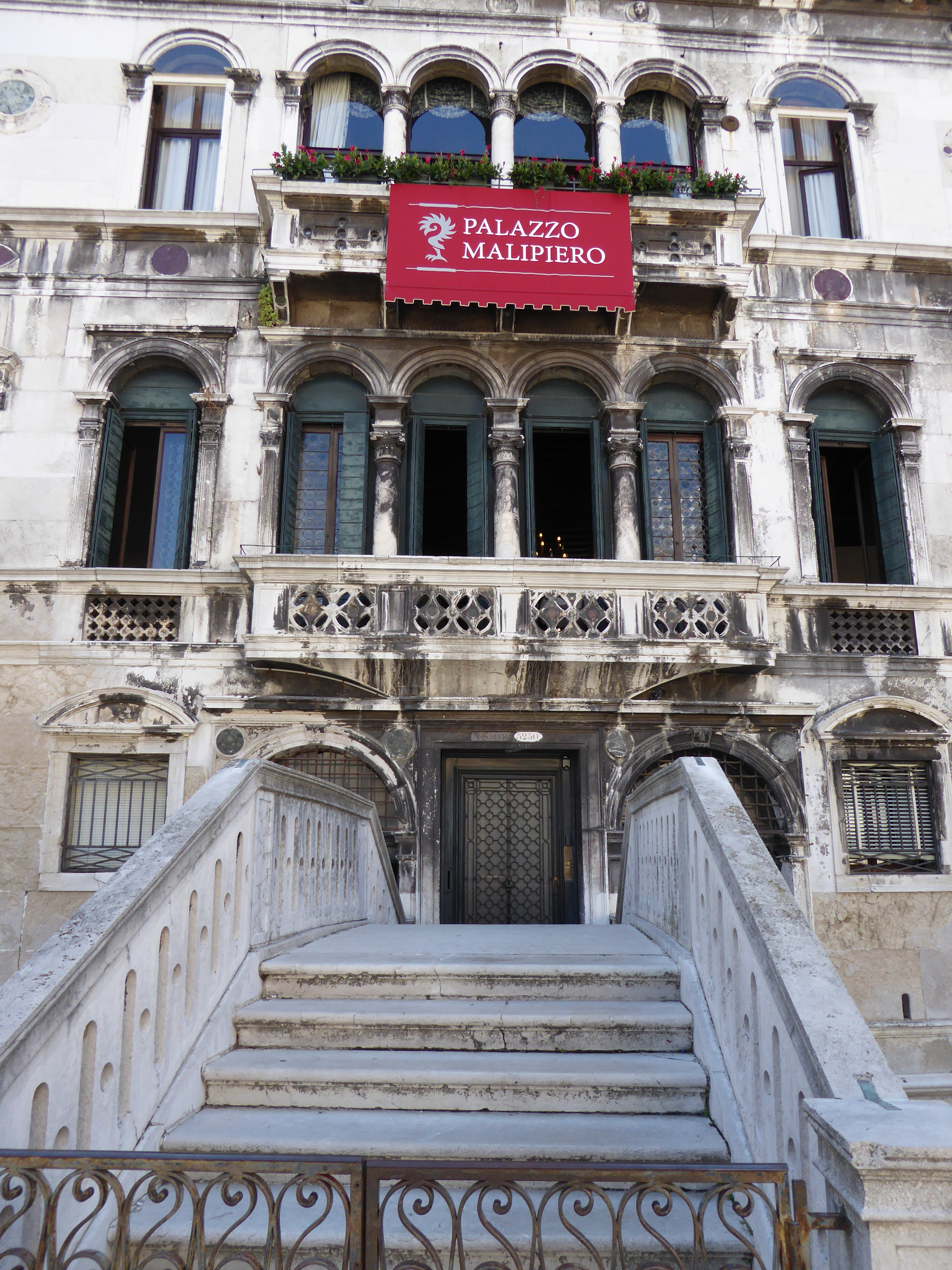
Pont privat i portal central
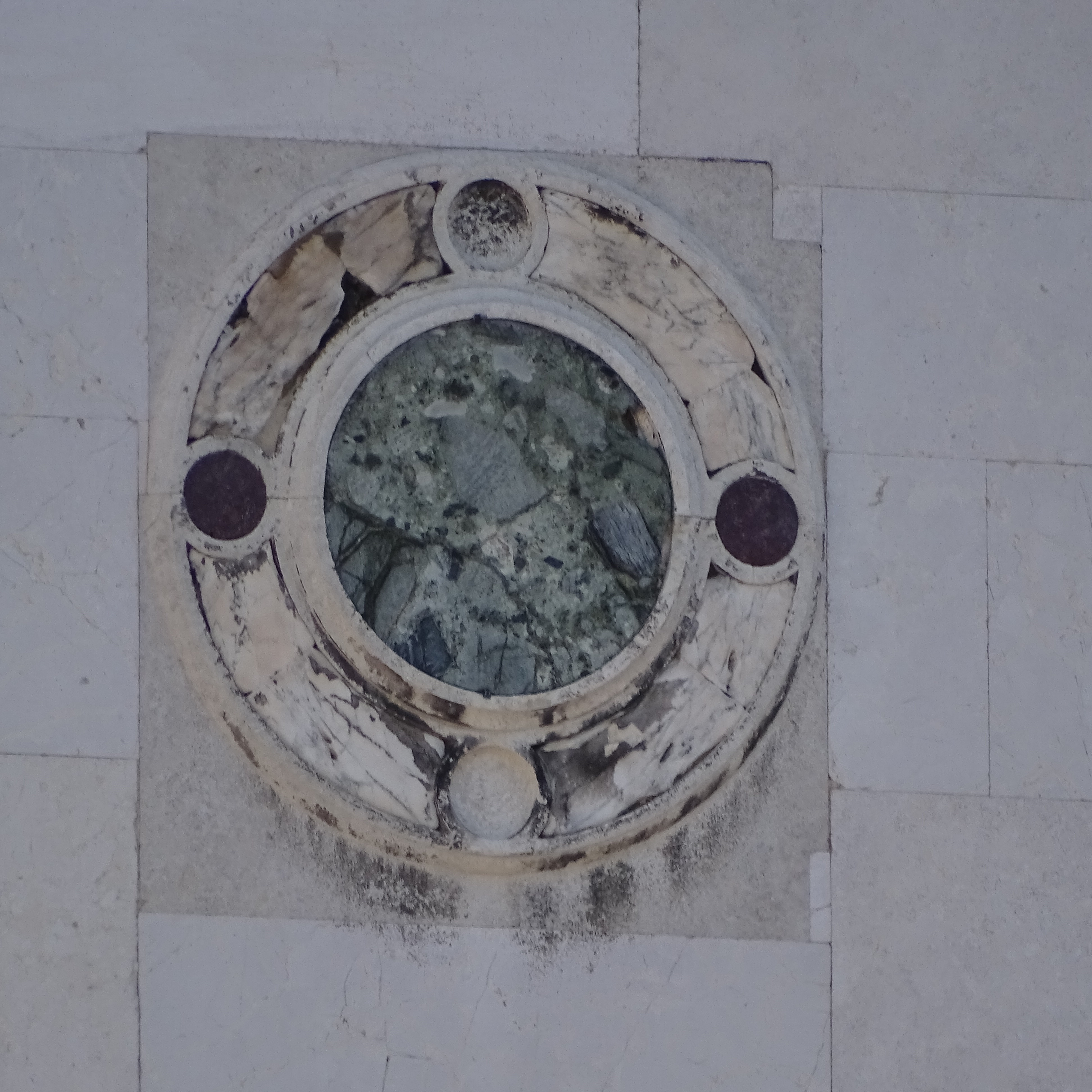
Disc de marbre a la façana